# Aloe welmelensis
Aloe welmelensis ist eine Pflanzenart der Gattung der Aloen in der Unterfamilie der Affodillgewächse (Asphodeloideae). Das Artepitheton welmelensis verweist auf das Vorkommen der Art entlang des Flusses Welmel.

## Beschreibung

### Vegetative Merkmale
Aloe welmelensis wächst stammbildend und bildet Gruppen. Die aufrechten bis niederliegenden Stämme erreichen eine Länge von 30 bis 60 Zentimeter und sind 1,8 bis 2 Zentimeter dick. Die zehn bis 18 Laubblätter sind zerstreut entlang des Stammes angeordnet. Die gräulich grüne, nicht gefleckte Blattspreite ist 30 bis 50 Zentimeter lang und 2 bis 4 Zentimeter breit. Die Blattoberfläche ist glatt. Die weißen, rötlich gespitzten Zähne am Blattrand sind bis 1 Millimeter lang und stehen 3 bis 5 Millimeter voneinander entfernt. Sie können auch fehlen. Der Blattsaft trocknet gelb.

### Blütenstände und Blüten
Der Blütenstand weist ein bis zwei (selten vier bis sechs) Zweige auf und erreicht eine Länge von 30 bis 50 Zentimeter. Die lockeren, zylindrischen Trauben sind 15 bis 30 Zentimeter lang und bestehen aus einseitswendigen Blüten. Die weißen, eiförmig-spitzen Brakteen weisen eine Länge von 4 bis 5 Millimeter auf und sind 2,5 Millimeter breit. Die hell scharlachroten Blüten werden zur Mündung blasser bis fast weiß. Sie stehen an 6 bis 7 Millimeter langen Blütenstielen. Sie sind 28 bis 31 Millimeter lang, an ihrer Basis, leicht geschwollen und gestutzt. Auf Höhe des Fruchtknotens weisen die Blüten einen Durchmesser von 6 bis 7 Millimeter auf. Ihre äußeren Perigonblätter sind auf einer Länge von 10 bis 12 Millimetern nicht miteinander verwachsen.

## Systematik und Verbreitung
Aloe welmelensis ist in Äthiopien entlang des Flusses Welmel in der Region Oromia im Bale-Florengebiet verbreitet. Sie wächst auf vertikalen Felsflächen, Rändern von Felstälern und Felsvorkommen entlang von Flüssen in Höhen von 1050 bis 1500 Metern.
Die Erstbeschreibung durch Sebsebe Demissew und Inger Nordal wurde 2011 veröffentlicht.

## Gefährdung
Zu den Hauptbedrohungen dieser Art zählen Änderungen des Verlaufs des Flusses Welmei. Da keinerlei Bestandszahlen dieser Art bekannt sind, wird diese von der IUCN in der Kategorie Data Deficient  (ungenügende Datenlage) geführt.

## Nachweise